# 저지대반지꼬리주머니쥐
저지대반지꼬리주머니쥐(Pseudochirulus canescens)는 반지꼬리주머니쥐과에 속하는 유대류의 일종이다. 인도네시아 서파푸아와 파푸아뉴기니에서 발견된다.